# Olivier Le Gonidec de Traissan
Pour les autres membres de la famille, voir Famille Le Gonidec.
Olivier-Marie-Mériadec Le Gonidec, comte de Traissan, né au château de La Baratière à Vitré le 24 février 1839 et mort à Paris le 18 janvier 1912, est un militaire et homme politique français.

## Biographie

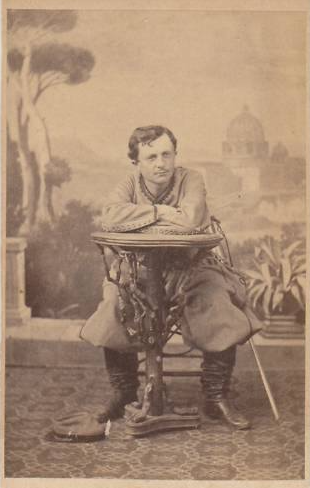
En tenue de zouave pontifical

Fils d'Alfred Marie-Mériadec Le Gonidec de Traissan (1807-1889) et de Claire-Marie-Louise du Plessis d'Argentré, il se fait connaître de bonne heure par l'ardeur de ses sentiments royalistes et catholiques ; il sert, en qualité de capitaine, dans les zouaves pontificaux, prend part aux combats de Castelfidardo et de Mentana. Il est décoré à ce titre des médailles pontificales Pro Petri Sede et Fidei et Virtuti. Il avait participé au combat de Ponte-Correze, près Rome le 28 janvier 1861.
Puis, au cours de la Guerre franco-allemande de 1870,  il s'engage dans la Légion des Volontaires de l'Ouest et il fait la campagne de la Loire dans le corps de Charette. Il prend part aux combats de Cercottes (Loiret), le 10 octobre, de Brou (Eure-et-Loir) le 25 novembre et de Loigny (Eure-et-Loir) le 2 décembre 1870. Il est décoré de la Légion d'honneur.
Conseiller municipal de Vitré, il se présente, comme candidat monarchiste, aux élections législatives de 1876, et il est élu, le 5 mars, au second tour de scrutin, député d'Ille-et-Vilaine, par 9 997 voix (14 803 votants, 19 692 inscrits), contre 4 841 à M. de Montluc.
Il prend place à l'extrême droite, fut l'un des secrétaires de la Chambre, vota constamment avec la minorité, et soutint, contre les 363, le gouvernement du Seize-mai. Réélu, le 14 octobre 1877, par 13 022 voix (17 316 votants, 20 391 inscrits), contre 4 237 à M. de Montluc, il suit la même politique que précédemment, se prononce contre les invalidations des députés de la droite, contre le ministère Dufaure, contre l'article 7, contre les lois Ferry sur l'enseignement, contre l'amnistie, etc., et obtient encore sa réélection, dans la même circonscription, aux élections du 21 août 1881, avec 10 319 voix (15 555 votants, 20 350 inscrits) contre 5 142 à Ragot.
Adversaire de tous les cabinets qui se succédèrent au pouvoir pendant la législature, il opina contre les crédits de l'expédition du Tonkin. Aux élections du 4 octobre 1885, porté sur la liste conservatrice d'Ille-et-Vilaine, il échoua avec 59 414 voix, mais retrouva son siège le 22 septembre 1889, qu'il conserva jusqu'à son décès, survenu en 1912. Il conserva sa place dans l'opposition anti-républicaine.
À la mort du général baron de Charette  survenue le 9 octobre 1911, le comte Olivier Le Gonidec de Tressan est devenu chef de l'ancien régiment des Zouaves pontificaux. Châtelain de La Baratière, il est mort à Paris le 18 janvier 1912 et inhumé à Vitré.

## Distinctions
- Chevalier de la Légion d'honneur (29 juillet 1871)[1]
- Chevalier de l'ordre de Pie IX
- Médaille Pro Petri Sede
- Croix de Mentana